# Abraha
Abraha (fallecido después del 553 quizás verso 570) fue un rey cristiano del suroeste de Arabia (circa 525-570) conocido también como Abraha al-Ashram (en árabe أبرهة الأشرم) o Abraha ben as-Saba'h. Era un virrey cristiano axumita y después rey de Himyar, parte de la península arábiga. Tras el 553 no está testimoniado pero seguramente siguió gobernando varios años más hasta alrededor del 570 , ya que en este año la tradición dice que hizo una expedición a La Meca, justo cuando nació Mahoma.
El historiador Al Tabari escribe que Abraha llamado Abu al-Yaksum Achram bin Abraha, procedía del reino de Saba y pertenecía a la familia de los reyes de Abisinia.

## Historia
Según Procopio de Cesarea el rey Hellestheaios de Aksum invadió Arabia del sur, depuso a su rey e instaló un gobernador llamado Esimifaios (Sumu-Yafa 'Ashwa' o Esimfey) en una fecha entre el 526 y 531. Este Esimfey aparece en las inscripciones himiaritas como SMYF. Fue derrotado por una parte de las tropas abisinias que proclamaron a su líder Abraha, ex esclavo de un mercader bizantino de Adulis. Stuart Munro-Hay, propone el 518 como fecha de subida al trono de Dhu Nuwas, y fecha la proclamación de Abraha el 525.
Abraha se habría considerado inicialmente virrey y más tarde, después de derrotar a dos expediciones enviadas contra él, habría sido proclamado rey. La primera expedición había sido dirigida por Ariat, y tras la muerte de su comandante se habría unido a Abraha; la segunda no se da el nombre pero se dice que fue derrotada. Entre 640 y 650 la inscripción del dique de Marib informa que reprimió una revuelta dirigida por el hijo de Esimifaios (año 657 de la era Sabea). La misma inscripción informa de la recepción de embajadas de Bizancio, de Persia, de Axum, de Hira (lájmidas), y del filarca árabe Harith ben Djabal, y también de que las reparaciones se habían acabado al año siguiente. En el 662 (verso 553) de la era supiera, Abraha derrotó a la tribu árabe de los Ma'add. Por el encabezamiento de las inscripciones de Abraha «Para la potencia y el favor y misericordia de Dios y de su Mesías y del Espíritu Santo» y de Esimifaios «En nombre de Dios, de su hijo Cristo victorioso, y del Espíritu Santo» se piensa que podría haber diferencias religiosas detrás y que Abraha tendría tendencias nestorianas. Su título, al igual que los de los predecesores inmediatos, era «rey de Saba y señor de Raydan (Dhu Raydan) de Hadramawt y de Yemen y de sus poblaciones árabes en el altiplano y en las tierras bajas», "pero y adjunta" zly mlkn g'zyn  que no ha encontrado traducción convincente. Según Procopio, Abraha no quiso pagar tributo a Hellestheaios pero aceptó  hacerlo a su sucesor, que habría reconocido la situación de facto.

Expansión de Aksum en la Arabia meridional en el siglo

Dhu Nuwas era judío e hizo operaciones militares contra los axumitas en Arabia del sur y sus aliados cristianos locales. Los axumitas de Zafar en Yemen fueron muertos, y sus fortalezas en el país destruidas; Najran fue primero saqueada y entre 518 y 523 conquistada y muchos cristianos himiaritas fueron asesinados; los axumitas intervinieron con ayuda de una flota bizantina. No se sabe seguro pero muy probablemente Abraha era un jefe de las fuerzas expedicionarias del rey Hellestheaios que sería el rey Kaleb de los árabes contra Dhu Nuwas, según Al-Tabariera el comandante del segundo ejército enviado por Kaleb después del primer ejército dirigido por Ariat. Abraha habría dispuesto de cien mil hombres, con los que allanó toda resistencia; Dhu Nuwas se suicidó. Abraha se estableció entonces en Sana y no debió de enviar ningún tributo y el rey envió entonces al general Ariat como nuevo gobernador. La leyenda dice que hubo un duelo entre los dos hombres y que Ariat murió y Abraha salió con la cara cortada (al-Ashram, cara-cortada). Otras fuentes como el Martyrium Arethae o las Leges Homeritarum de Gegentius [6] lo hacen rey o virrey por concesión del rey de abisinia Elesbaas —identificado con el Hellestheaios de Procopio—, inmediatamente después de Masruq Dhu-Nuwas (Yusuf Ashar Yathar) que reinó del 517 (o 523) al 525 aproximadamente, pero estos hechos no están de acuerdo con los hechos históricos conocidos por la arqueología.

## Últimos datos y fallecimiento
La tradición lo hace constructor de una catedral llamada "al-Qulays" (del griego Ekklesia ) para rivalizar con la Kaaba de La Meca. En su supuesta expedición a La Meca del 570 habría utilizado elefantes intentando destruir la Kaaba. Según la tradición musulmana murió de una enfermedad que cogió durante la expedición, que estaba guiada por Abu Righal. Para las fechas de la inscripción de Marib, y dado que la expedición de La Meca es una tradición no reforzada con ningún documento histórico, podría haber muerto en cualquier momento después del 553 fecha más lejana en que aparece documentado.
Se casó con Raihäna, una noble yemení secuestrada de su marido por Abraha. Le sucedieron sus hijos Yaksum y Masruq. Entre 570 y 575 el partido pro persa contactó con los sasánidas a través de los lájmidas de Hira. Los persas enviaron fuerzas bajo Wahriz que ayudaron al legendario Saysf ibn Dhi Yazan a expulsar a los axumitas y establecer el poder persa.

### Año del elefante
De acuerdo con Al Tabari, Abraha construyó una catedral en Sana con el fin de crear una peregrinación capaz de competir con la peregrinación pagana Kaaba. Un pagano, un residente en La Meca, lo va a visitar Sana'a, obtiene permiso para pasar la noche en la iglesia. Por la mañana él profana el altar con excrementos. Abraha furioso con este acto jura que destruirá la Kaaba. La tradición musulmana atribuye a Abraha un ataque de La Meca con una tropa de elefantes, el nombre de Abraha no se menciona en el Corán, pero Tabari en The Chronicle, La Sira le atribuye este ataque. La Meca es defendida por el abuelo de Abd al-Muttalib Mohammed y se conserva «milagrosamente». El Corán relata esta narración (Corán 105: 1-5), y dice que el ataque fue rechazado por la respuesta milagrosa de las aves de Ababil —especie de pájaros mencionados en el Corán— arrojando piedras calientes. La tradición musulmana dice que los testigos oculares de este ataque aún estaban vivos durante la revelación de esta sura. Varios textos de Etiopía mencionan la aparición de estos pájaros misteriosos. 15 . El año de este ataque, llamado «año elefante», sería el año del nacimiento de Mahoma, tradicionalmente ubicado en 570 o 571.
La tradición estableció el mismo año la ruptura definitiva de la presa de Marib causando "la gran inundación", debido a la emigración de tribus árabes al norte de la península.

## Sucesión
Uno de sus hijos llamado Aksum (Yaksum o Yaksum) lo habría sucedido y habría reinado durante diecinueve meses. Su hermano Mashrouq (Masruq) lo sustituyó a su muerte. Su mandato tiránico provocó la reacción de los aristócratas himyaritas. Un príncipe judío yemení Sayf ibn Dhi-Yaz'an, se dirigió a Constantinopla a la corte de Justino II (r. 565-578), donde prometió que el Yemen ayudaría a perseguir a los etíopes. Después del fracaso de su petición, se puso en contacto con el príncipe lájmida de Al-Hira, quien lo presentó a la corte del sasánida del Shah de Persia. El príncipe Sayf murió en la corte de Cosroes I antes de obtener de tener una respuesta. Su hijo Ma'di Karib, sin embargo, recibió una expedición de 800 hombres de las cárceles persas, liderados por Vahriz. A pesar de las pérdidas en el camino, logró llegar a pie al Yemen y eliminar a Masruq (575). Ma'di Karib, que se convirtió en amigo de los persas, reinó durante dos años antes de ser asesinado por una conspiración orquestada por los axumitas. Vahriz fue enviado nuevamente por el rey de Persia, esta vez con 4.000 hombres, con la orden de masacrar a todos los etíopes. Después de la matanza, el Yemen se convirtió en una satrapía persa con Vahriz al frente.